# Приднепровское (Черкасская область)
Приднепровское (укр. Придніпровське) — село в Чернобаевском районе Черкасской области Украины.
Население по переписи 2001 года составляло 1076 человек. Почтовый индекс — 19952. Телефонный код — 4739.

## Местный совет
19952, Черкасская обл., Чернобаевский р-н, с. Приднепровское, ул. Ленина, 22